# El Terrero, Contepec
El Terrero är en ort i Mexiko.   Den ligger i kommunen Contepec och delstaten Michoacán de Ocampo, i den sydöstra delen av landet, 120 km väster om huvudstaden Mexico City. El Terrero ligger 2 335 meter över havet och antalet invånare är 118.
Terrängen runt El Terrero är huvudsakligen kuperad, men den allra närmaste omgivningen är platt. Runt El Terrero är det ganska tätbefolkat, med 96 invånare per kvadratkilometer. Närmaste större samhälle är Temascalcingo de José María Velazco, 19,8 km öster om El Terrero. Trakten runt El Terrero består till största delen av jordbruksmark.